# Кардиналовська Єлизавета Михайлівна
Єлизаве́та Миха́йлівна Кардинало́вська псевдонім Л. Кардиналовська (16 травня 1900, Київ — 5 листопада 1971, Київ) — українська письменниця, перекладачка, архітектор, художниця-реставраторка. Мати Роксолани Іванівни Кардиналовської.

## Біографічні відомості
Донька генерала Михайла Кардиналовського. Молодша сестра Тетяни Кардиналовської.
1919 року приїхала до сестри в Кам'янець-Подільський, працювала з нею в редакції газети «Червоний шлях», яку редагував перший чоловік сестри — Всеволод Голубович .
Публікувалася з 1925 року, окремими виданнями вийшло понад 20 книг. 1934 року літературну діяльність припинила у зв'язку з арештом другого чоловіка сестри — письменника Сергія Пилипенка. Надалі працювала архітектором-реставратором.